# Samuel Senior Coronel

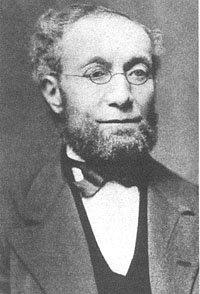
Samuel Senior Coronel

Samuel Senior Coronel (Amsterdam, 28 april 1827 - Leeuwarden, 24 november 1892) was een Nederlands arts die bekendheid verwierf als een van de grondleggers van de sociale geneeskunde in Nederland.

## Jeugd en opleiding
Coronel werd geboren in Amsterdam als zoon van Mozes Coronel, directeur van het Portugees-Israëlitisch weeshuis aldaar, en Clara Pereira. Zijn vader had op achttienjarige leeftijd nog gevochten in de Slag bij Waterloo. Het weeshuis werd geleid met harde hand; Coronel groeide op tussen de weeskinderen. Vanaf 1844 studeerde Coronel aan het Athenaeum Illustre geneeskunde, de keuze van zijn vader. Omdat hij bij het Athenaenum niet kon promoveren zette hij vanaf 1846 zijn studie voort aan de Universiteit van Leiden. Zijn promotie was op 5 maart 1850 op ’’Specimen physiologico-pathologicum inaugurale de somno’’, een jaar later nog eens op stellingen.

## Werk
Coronel was twee jaar arts in Zevenhuizen; in 1853 kreeg hij zijn benoeming als ‘stadsgeneesheer’ van Middelburg. Feitelijk betekende dit dat hij armendokter was. Coronel beschreef de armoede als ’zoo intens en zulk groote schaal, een armoede, die een ontaardende invloed had op lichaam en geest van groote groepen der bevolking’. Het gebrek aan interesse van onder andere de burgemeester zette hem aan tot zijn eerste sociaal-medische studie: Middelburg voorheen en thans. Bijdrage tot de kennis van den voormalige en tegenwoordige toestand van het armenwezen aldaar (Middelburg 1859).
Met zijn tweede studie over de katoenwevers op Walcheren begaf Coronel zich als eerste in Nederland op het vlak van de sociale geneeskunde. In eerste instantie werd de burgerij afgeschrikt door de voorstellen van Coronel, niet alleen in fabrieken, maar ook in bewaarscholen en bij vrouwen- en kinderarbeid. De Hilversumse arts H.F. van Hengel was een fervent medestander en leverde hem ook gegevens voor onderzoek. J.C. van Marken was een ondernemer die ideeën van Coronel ging toepassen in zijn fabriek. Van een staatscommissie tot onderzoek naar kinderarbeid maakte Coronel, tot zijn ongenoegen, geen deel uit, maar hij wist wel Samuel van Houten te overtuigen tijdens een spreekbeurt voor de Vereeniging voor Statistiek. Vanwege gebrek aan handhaving was hij echter bepaald niet blij met de wet op de kinderarbeid.
Coronel was gemeentearts van Amsterdam tot 1866; hij nam zelf ontslag vanwege slechte handhaving van de nieuwe regels en doordat hij door geruchten in opspraak was geraakt. Van 1867 tot 1890 woonde Coronel in Leeuwarden omdat de minister hem had benoemd tot secretaris van de Geneeskundige Raad van Friesland. De Société internationale d'économie sociale te Parijs bekroonde het werk van Coronel op 17 januari 1869 met de eerste prijs. In Nederland is hem nooit een onderscheiding ten deel gevallen. Wel is het Coronel Instituut in Amsterdam naar hem vernoemd. Dit instituut houdt zich bezig met de ontwikkeling van de sociale en dan vooral de bedrijfsgeneeskunde.

## Privé
Coronel is twee keer getrouwd geweest: op 21 mei 1855 trouwde hij met Sarah Eliza Leveij, die op 5 november van dat jaar overleed.
In Leeuwarden ontmoette Coronel Henriëtte Vos met wie hij op 25 mei 1868 trouwde. Zij schonk hem een dochter en twee zoons. Zij overleed in oktober 1887. Na het overlijden van zijn tweede vrouw vereenzaamde Coronel, hij werd steeds dover en bijna blind en overleed in 1892. Zijn autobiografie bleef onvoltooid.
- Biografisch Portaal: 85872672
- Digitale Bibliotheek voor de Nederlandse Letteren: coro001
- International Standard Name Identifier: 0000 0000 8228 2240
- Library of Congress Control Number: nr2002029967
- Nationale Bibliotheek van Israël: 987007260118305171
- Nationale Bibliotheek van Polen: a0000002116607
- Nederlandse Thesaurus van Auteursnamen: 073014001
- Virtual International Authority File: 49164952
- WorldCat: E39PBJdCmjdpP6CcXVCTXCbmVC